# C'est tellement drôle
 (mai 2020).
C'est tellement drôle (coréen: 화술소품무대) est une série télévisée humoristique nord-coréenne. La série est diffusée depuis les années 1970, au début de la télévision d'état en Corée du Nord,.
L'émission consiste d'habitude d'un homme et d'un femme en uniforme militaire en train d'avoir un conversation. Les deux personnages vont parfois chanter, danser et s'essayer à l'humour « slapstick » tout en s'impliquant dans des activités qui dépassent les limites du sens commun,. L'émission vise à améliorer la morale des troupes.